# I'm the Leader of the Gang (I Am!)
«I'm the Leader of the Gang (I Am!)» es una canción de 1973 que fue primero un éxito en el Reino Unido para el cantante inglés Gary Glitter y luego, algunos meses después, un éxito en Estados Unidos para Brownsville Station.

## Versión de Gary Glitter
La canción «I'm the Leader of the Gang (I Am!)» fue un gran éxito para Gary Glitter; alcanzó el número uno en la lista de sencillos del Reino Unido en julio y agosto de 1973. Fue escrita por Glitter y Mike Leander y producido por Leander. Como resultado de su éxito y popularidad, el apodo de Glitter se convirtió en “The Leader”, y su autobiografía de 1992 se tituló Leader. La canción se convirtió en una de las favoritas en los conciertos y la multitud coreaba "Líder, líder, líder..." antes de que Glitter subiera al escenario.

### Lista de canciones
Todas las canciones escritas y compuestas por Gary Glitter y Mike Leander.
1. «I'm the Leader of the Gang (I Am!)» – 3:18
2. «Just Fancy That» – 2:38

### Posicionamiento

#### Gráfica semanal
| Gráfica (1973)                       | Pico de posición |
| ------------------------------------ | ---------------- |
| Alemania (Offizielle Top 100)        | 6                |
| Australia (Kent Music Report)        | 11               |
| Austria (Ö3 Austria)                 | 8                |
| Bélgica (Flandes) (Ultratop Singles) | 9                |
| Bélgica (Valonia) (Ultratop Singles) | 18               |
| Francia (IFOP)                       | 43               |
| Irlanda (Irish Singles Chart)        | 2                |
| Noruega (VG-lista)                   | 6                |
| Países Bajos (Nederlandse Top 40)    | 12               |
| Países Bajos (Single Top 100)        | 10               |
| Reino Unido (UK Singles Chart)       | 1                |

#### Gráfica de fin de año
| Gráfica (1973)                       | Pico de posición |
| ------------------------------------ | ---------------- |
| Australia (Kent Music Report)        | 70               |
| Bélgica (Flandes) (Ultratop Singles) | 86               |

### Certificaciones y ventas
| País                                                     | Certificación | Ventas   |
| -------------------------------------------------------- | ------------- | -------- |
| Reino Unido (BPI)                                        | Plata         | 500 000* |
| *cifras de ventas basadas únicamente en la certificación |               |          |

## Versión de Brownsville Station
Aunque la versión de Glitter no llegó a las listas de Norteamérica, al año siguiente una versión de Brownsville Station, titulada «I'm the Leader of the Gang», fue publicada en mayo de 1974 como el sencillo principal de su cuarto álbum de estudio, School Punks, y se convirtió en un éxito moderado en Estados Unidos y Canadá.

### Recepción de la crítica
Un escritor no especificado de la revista Cash Box declaró: “[Un] tema de discoteca natural y [un] tema de tiempo de máxima conducción, este muestra al grupo en su luz más poderosa hasta la fecha. Es imposible que éste falle, pero la pregunta es ¿a qué altura? El respaldo del sello podría traerlo hasta casa y convertir al grupo en uno de los mejores actos de rock del país”.

### Créditos y personal
Créditos adaptados desde las notas de álbum de School Punks.
Brownsville Station
- Cub Koda – voces, guitarra, armónica
- Michael “Sam” Lutz – voces, bajo eléctrico
- Henry “H-Bomb” Weck – batería

Personal técnico
- Doug Morris – productor
- Eric Stevens – productor
- Michael “Mickey D.” Delugg – ingeniero de audio

### Posicionamiento
| Gráfica (1974)                            | Pico de posición |
| ----------------------------------------- | ---------------- |
| Canadá (RPM Top Singles)                  | 38               |
| Estados Unidos (Billboard Hot 100)        | 48               |
| Estados Unidos (Cash Box Top 100 Singles) | 26               |